# Мониторинг СМИ
Монито́ринг СМИ (англ. Media monitoring service) — отслеживание сообщений СМИ, соответствующих заданной тематике. Мониторинг СМИ используется для изучения эффективности PR- и рекламных кампаний, составления формируемого СМИ «портрета» организации или персоналии, оценки общественного резонанса того или иного действия, отслеживание действий других компаний или индивидуумов.
Как правило, мониторинг СМИ включает в себя следующие фазы:
- Наблюдение за рядом потенциальных источников (телеканал, радиостанция, периодическое печатное издание, блог и т. п.);
- Сохранение найденного материала;
- Фильтрация и категоризация;
- Передача собранного материала для дальнейшего анализа.

Продуктом мониторинга СМИ может являться фрагмент или полный текст статьи периодического печатного или интернет-издания, клиппинг (бумажный или электронный документ, включающий в себя графическое изображение статьи в том виде, как она была опубликована в оригинале), транскрипт эфирного вещания, видео- или аудиозапись эфира, эфирная справка, статистический отчёт, дайджест.
При мониторинге СМИ обычно используются интернет-поисковики или специализированные базы СМИ, например Интегрум или Медиалогия.

## История мониторинга СМИ
В России практика государственного мониторинга СМИ появилась в середине XVII века, когда в Москве в Посольском приказе для царя и Боярской думы начали составлять обзоры немецких и голландских газет. Особое внимание сотрудники внешнеполитического ведомства уделяли критическим материалам о России. С негативными публикациями российские власти боролись используя дипломатические каналы, оказывая давление на иностранных торговых партнеров или посылая в зарубежные издания опровержения.
К концу правления Петра I мониторинг европейской прессы стал двухуровневым. Находящиеся за рубежом российские дипломаты следили за местными изданиями в стране пребывания, а в Коллегии иностранных дел отслеживали европейскую печать в целом. Результатом этой деятельности стали огромные коллекции западной периодики в российских архивах РГАДА и АВПРИ. За клевету и оскорбления с европейских издателей взимались большие штрафы. Так в 1713 г. городской совет Гамбурга согласился на выплату в 200 тыс. талеров. Позднее городской совет Гамбурга запретил издателям публиковать в газетах какие-либо сведения о России, кроме тех, что присылал российский резидент. Аналогичная ситуация сохранялась и к концу XVIII столетия. В 1799 г. по инициативе российского посла С. Р. Воронцова подвергся судебному преследованию издатель газеты «Курьер» Д. Пари. За пасквиль на императора Павла I его приговорили к 6 месяцам заключения в тюрьме и штрафу в 100 фунтов. Двое коллег Пари были приговорены к месячному тюремному заключению.
28 апреля 1921 года Владимир Ульянов (Ленин) распорядился учредить мониторинг СМИ. «…Книжной палате произвести … следующую работу: Из важнейших газет („Известия ВЦИК“, „Правда“, „Экономическая жизнь“, „Петроградская правда“ и центральных областных газет — произвести вырезки за май месяц всех материалов, касающихся экономических, хозяйственных и производственных вопросов, включая также все отчеты и статистические материалы, подробно расклассифицировать их и расклеить по альбомам».
С тех пор технология мониторинга СМИ претерпела значительные изменения. На смену альбомов, на страницах которых наклеивались вырезанные вручную газетные статьи, пришли системы онлайн-мониторинга СМИ.

## Инструменты мониторинга СМИ
Широко используемыми системами мониторинга и анализа СМИ являются: ПрессИндекс, Медиалогия Мониторинг СМИ, СКАН-Интерфакс.
Кроме этого применяются следующие системы: Крибрум, Интегрум, Brand Analytics, Public.Ru, SemanticForce, Seldon.News, YouScan.

### Русскоязычные базы данных СМИ
- ПрессИндекс

База данных: 250 000 источников массмедиа, включая интернет-СМИ, а также более 1,5 млрд. аккаунтов соцмедиа.
Применяется контекстный и объектный поиск по 40 000 объектов: компаний, персон и брендов.
При обработке сообщений оценивается позитив/негатив, влиятельность СМИ, наличие прямой речи, главная или второстепенная роль и другие показатели.
Доступен количественный и качественный анализ данных в графическом виде. Единственная среди систем мониторинга из РФ способная вести эффективный парсинг зарубежных СМИ
- Медиалогия

База данных: 82 000 источников массмедиа, включая ТВ, прессу, интернет-СМИ (по данным на 14.02.2023), а также 800 млн аккаунтов соцмедиа.
Применяется контекстный и объектный поиск по 60 000 объектов: компаний, персон и брендов.
При обработке сообщений оценивается позитив/негатив, влиятельность СМИ, наличие прямой речи, главная или второстепенная роль и другие показатели.
Доступен количественный и качественный анализ данных в графическом виде.
- Интегрум

База данных: 27 000 источников, включая СМИ, информацию официальных учреждений, адресно-справочные базы данных, законодательство, каталоги промышленной продукции, статистическую информацию, библиотеку мировой литературы и др.
Применяется контекстный поиск при помощи собственной поисковой системы «Артефакт».
Доступен анализ количества публикаций по категориям СМИ.
- Brand Analytics

База данных: 55 000 источников, в том числе печатные и онлайн СМИ, социальные сети (VK, Instagram, Facebook, Одноклассники, YouTube, Twitter, TikTok), блоги, форумы, отзовики, маркетплейсы, сервисы карт, публичные каналы и чаты Telegram, сайты государственных организаций, и ключевых компаний и организаций по рынкам.
Применяются средства автоматической аналитики и идентификации ситуаций на базе алгоритмов машинного обучения.
- Дзен.Новости (ранее Яндекс.Новости)

База данных: 6 637 СМИ (только интернет-источники), по состоянию на 24 июня 2015 г.
Применяется контекстный поиск без анализа данных.

### Общемировые базы данных СМИ
- Factiva

База данных: 33 000 источников на 32 языках мира из 200 стран .
В базе имеются специализированные отчеты о деятельности компании, содержащие материалы более чем по 36,5 млн компаний, а также полную подборку информации Investext.